# Geneviève de Galard
Geneviève Marie Anne Marthe de Galard Terraube de Heaulme de Boutsocq (París, 13 de abril de 1925-30 de mayo de 2024) fue una enfermera militar francesa, especialista en traslado aeromédico, quien durante la Guerra de Indochina fue apodada «el ángel de Dien Bien Phu» por sus comprometidas acciones.

## Biografía
Su infancia transcurrió en el Distrito XVII de París, con sus padres y su hermana mayor, Marie-Suzanne, donde asistió a la escuela privada Louise de Bettignies. Su padre fue un oficial activo que murió en 1934 cuando ella tenía nueve años. Proveniente de una de las familias nobles francesas más antiguas de Gascuña, que produjo destacados soldados, obispos y estadistas desde la época de las Cruzadas, entre ellos, Hector de Galard contemporáneo de Juana de Arco que luchó a su lado en la Batalla de Orleans.
Las circunstancias de la Segunda Guerra Mundial obligaron a la familia a partir de París a Toulouse durante el invierno de 1939, la madre de Geneviève temió por sus hijas durante los bombardeos sobre la capital. Allí asistió a la escuela de un convento dominico donde finalizó su bachillerato. Regresaron a París en el verano de 1943.
Después de estudiar arte en la Escuela del Louvre en París, se graduó en inglés por la Universidad de la Sorbona en 1948 y luego pasó un tiempo en Inglaterra. Como buena pianista, fue miembro de la «Jeunesse musicale». Además se embarcó en actividades asociativas con personas discapacitadas en un hospital.
En 1950 decidió aprender enfermería contra la voluntad de su familia. Obtuvo el diploma estatal de enfermera en 1950, luego aprobó exitosamente el examen en Infirmières Pilotes et Secouristes de L'Air (IPSA) para enfermera del aire del Ejército del Aire francés (actual Fuerza Aérea Francesa).

## Indochina
Se enroló como enfermera voluntaria y, a petición suya, fue enviada a la Indochina francesa en mayo de 1953, en el corazón de la guerra entre las fuerzas francesas y las de Viet Minh. Destinada en Hanói, realizó evacuaciones médicas en avión desde el aeropuerto de Pleiku para el rescate de los heridos. Desde enero de 1954, participó en las evacuaciones de la batalla de Dien Bien Phu, contribuyó en más de 40 misiones de recuperación. Sus primeras víctimas transportadas fueron principalmente soldados que padecían enfermedades, luego la mayoría de ellos ya fueron heridos de guerra. A veces los aviones sanitarios de la Cruz Roja debieron aterrizar en medio de los bombardeos de la artillería del Viet Minh.
El 28 de marzo de 1954, el capitán Blanchet, quien fue el segundo al mando del grupo de transporte Béarn, su tripulación y Geneviève de Galard llegaron alrededor de las 5:45 sobrevolando Dien Bien Phu donde quedan varados. El comandante intentó aterrizar en la pista corta de Dien Bien Phu y el motor izquierdo del avión resultó seriamente dañado. Las reparaciones no pudieron llevarse a cabo en el sitio debido a las condiciones del terreno, el avión fue abandonado y destruido por la artillería del Viet Minh, así como la pista de aterrizaje, haciéndolos irreparables.
Geneviève de Galard sirvió como enfermera en el hospital de campaña al mando del Dr. Paul Grauwin donde continuó su servicio de enfermera voluntaria. Aunque el personal médico masculino fue inicialmente hostil, ya que no solo era la única enfermera en la base, sino la única mujer francesa allí entre 15 000 soldados. La leyenda que la convierte en la única mujer en el campo olvida los dos burdeles militares de campaña (BMC) con unas veinte prostitutas, principalmente vietnamitas,  además de tailandesas y argelinas, que también se convirtieron en enfermeras. Se adaptó una vivienda para ella y una especie de uniforme improvisado: overol de trabajo camuflado, pantalones, zapatillas de baloncesto y una camiseta. Afrontó un arduo trabajo e hizo lo mejor que pudo en las ínfimas condiciones sanitarias, consoló a los moribundos y trató de mantener la moral a pesar del creciente número de víctimas. Finalmente, fue puesta a cargo de una habitación bajo tierra de cuarenta camas para alojar a algunos de los heridos más graves. Más tarde, muchos hombres la felicitaron por sus esfuerzos.
El 29 de abril de 1954 fue nombrada Caballero de la Legión de Honor por el presidente René Coty y condecorada con la Cruz de Guerra de Teatros de Operaciones Exteriores por el comandante del campamento atrincherado de Dien Bien Phu, el general de Castries quien destacó: «Despertó la admiración de todos por su coraje tranquilo y la dedicación sonriente». Al día siguiente, durante la fiesta de la Legión Extranjera, fue nombrada Legionario de primera clase honoraria junto al teniente coronel Bigeard, comandante de la 6.ª PCB (paracaidistas).
Las tropas francesas en Ðien Bien Phu capitularon el 7 de mayo de 1954 por orden del comando militar de Hanói. El Viet Minh permitió a Galard y al personal médico continuar con el cuidado de los heridos con los escasos recursos disponibles. Geneviève siempre rechazó cualquier tipo de cooperación, cuando algunos miembro de Viet Minh comienzan a usar las medicinas para su propio beneficio, las esconde en las camillas.
El 24 de mayo de 1954 fue evacuada a Hanói, partiendo en contra su voluntad ya que no todos los heridos habían sido trasladados.
Fue recibida por una gran multitud en el aeropuerto de Orly a su regreso a Francia, convirtiéndose en la portada del semanario Paris Match «Francia da la bienvenida a la heroína de Dien Bien Phu» (será tres veces la protagonista de la portada de esta revista).
Más tarde fue invitada a los Estados Unidos por el Congreso y el presidente estadounidense Eisenhower que le otorgó el más alto reconocimiento civil del país, la Medalla Presidencial de la Libertad, en una ceremonia en el Jardín de las rosas de la Casa Blanca en Washington el 29 de julio de 1954. Fue en los Estados Unidos donde fue apodada por primera vez «el ángel de Dien Bien Phu». Luego fue enviada en una gira por seis estados donde se reunió con luminarias y apareció ante grandes multitudes en ciudades como Cleveland, Chicago, Nueva Orleans y San Francisco. En Nueva York un desfile por Broadway en su honor contó con la asistencia de unos 250 000 espectadores.
En 1955 el Comité Internacional de la Cruz Roja la condecoró con la Medalla Florence Nightingale de carácter internacional. Por el papa Pío XII recibió una carta personal con un rosario.
Reanudó su trabajo como enfermera del aire por un tiempo, luego siguió a su esposo, un oficial del ejército, en sus diversas asignaciones.
Posteriormente, se negó a comentar los sucesos y se negó a usar sus experiencias con fines comerciales.
En 1983 se postuló para las elecciones municipales en París, siendo concejal del distrito 17 durante dieciocho años y delegada para personas con discapacidades, en particular.
En 2004 fue galardonada comandante de la Cruz por el presidente francés Jacques Chirac y en 2014 recibió la Gran Cruz de la Legión de Honor.

## Vida privada
Vivió en París con su esposo, el coronel Jean de Heaulme, un oficial paracaidista que conoció en Indochina, con quien se casó el 14 de junio de 1956 en la iglesia de San Luis de los Inválidos en París. Fueron padres de tres hijos: François, Véronique y Christophe.

## Condecoraciones
1954: Cruz de guerra de teatros de operaciones exteriores
1954: Caballero de la Legión de Honor
1954: Medal of Freedom (Medalla de la Libertad)
1955: Medalla Florence Nightingale
2008: Gran Oficial de la Orden Nacional del Mérito
2010: Gran Oficial de la Orden de la Legión de Honor
2014: Gran Cruz de la Legión de Honor

## Libros
- Une femme à Dien Bien Phu de Geneviève de Galard avec la collaboration de Béatrice Bazil. Paris, Éditions des Arènes, 2003 y Éditions J'ai Lu, Paris, 2004. Esta obra recibió el Gran premio de la Academia de Ciencias Morales y Políticas del Instituto de Francia en 2004.[19]
- Angel of Dien Bien Phu: The Lone French woman at the Decisive Battle for Vietnam de Geneviève de Galard, Annapolis, Naval Institute Press, 2013.